# 里克曼斯沃斯站
里克曼斯沃斯站（英語：Rickmansworth station）是倫敦地鐵大都會線和英國國鐵的轉乘站，位於大倫敦以外、倫敦西北的赫特福德郡三河區，服務里克曼斯沃斯。本站屬於倫敦軌道運輸第7收費區。
本站的國鐵服務全數由奇爾特恩鐵路提供。本站是前往切斯河谷的主要車站。

## 歷史
本站於1887年9月1日隨大都會鐵路平納至本站延伸段落成而啟用。1889年，大都會鐵路由本站延伸至切舍姆站。1898年，大中央鐵路倫敦延伸段延長至艾爾斯伯里西北方的Quainton路站，並於該處接駁大都會鐵路。1899年3月15日，大中央鐵路開展客運服務，為本站提供城際鐵路服務。
1925年1月5日，大都會鐵路的電氣化路段延伸至本站。由於當時行走大都會鐵路的蒸汽機車是由倫敦及東北鐵路公司提供，由艾爾斯伯里前往倫敦的蒸汽列車會先在本站改掛電力機車，才繼續前往倫敦。1933年7月1日，大都會鐵路公司被公有化，大都會鐵路成為倫敦地鐵大都會線，本站亦因此改由倫敦客運委員會管理。1933年，倫敦客運委員會曾計劃電氣化里克曼斯沃斯至艾爾斯伯里一段大都會線，但計劃隨後因二戰爆發而被延期實施，因此本站以北沿線鐵路繼續由蒸汽列車服務。1960年9月12日，大都會線里克曼斯沃斯至阿默舍姆站和切舍姆站段完成電氣化，蒸汽列車亦於翌年結束服務大都會線及本站。
1961年6月12日起，服務本站的大都會線原有列車被倫敦地鐵A60與A62型列車取代。同年9月10日，最後一班作為本站—沃特福德穿梭列車開出，翌日起穿梭列車暫停服務。
1966年9月3日，艾爾斯伯里以北的客運業務因比欽大斧而終結，自此服務本站的國鐵列車最遠只達艾爾斯伯里。同年11月14日，本站的貨場關閉。
1987年，本站—沃特福德站的穿梭列車恢復服務，但只於清晨提供一班列車由本站前往沃特福德站，以及於深夜提供一班列車由沃特福德站前往本站。2010年7月31日，倫敦地鐵S8型列車開始投入大都會線的載客服務，並於2012年9月26日全數取代A型列車。此後，相關服務延長至阿默舍姆站（現已改為切舍姆站）。
2018年，倫敦市長簡世德宣佈包括本站以內的13個倫敦地鐵站將會於2022年春季前增設無障礙通道。
本站是大都會線保留的少數司機停駐點之一，並且仍然是大都會線列車更換司機的地點。時間表編排上，大部分大都會線北行列車都會在本站停留約 5 分鐘以更換列車工作人員。 本站是大都會線北段營運總部的所在地，負責控制從諾斯伍德站到沃特福德站 / 喬利伍德站路段上的信號。由於車站附近設有多條儲車側線，部分深夜運行的大都會線列車以本站為總站。

## 列車服務
倫敦地鐵大都會線提供阿默舍姆 / 切舍姆 — 阿爾德門的列車服務。其中，大都會線於本站提供三種南行列車服務：快速 / 半快速 / 各站。快速列車不停沼澤公園至溫布利公園之間的中途站（山上哈羅站除外，部分列車不停溫布利公園）；半快速列車不停山上哈羅至溫布利公園間的中途站；各站列車則會停靠沿途各站。
於清晨時份，大都會線有兩班南行列車為前往沃特福德的穿梭列車，頭一班於切舍姆始發，第二班則於本站始發。該兩班列車會於駛離本站後途經沃特福德三角線的北曲線，前往沃特福德站。深夜時份，則有一班列車會由沃特福德站，經該曲線駛至本站，並以本站為終點站。
奇爾特恩鐵路公司則提供艾爾斯伯里 — 倫敦馬里波恩的國鐵列車服務。

## 車站相片

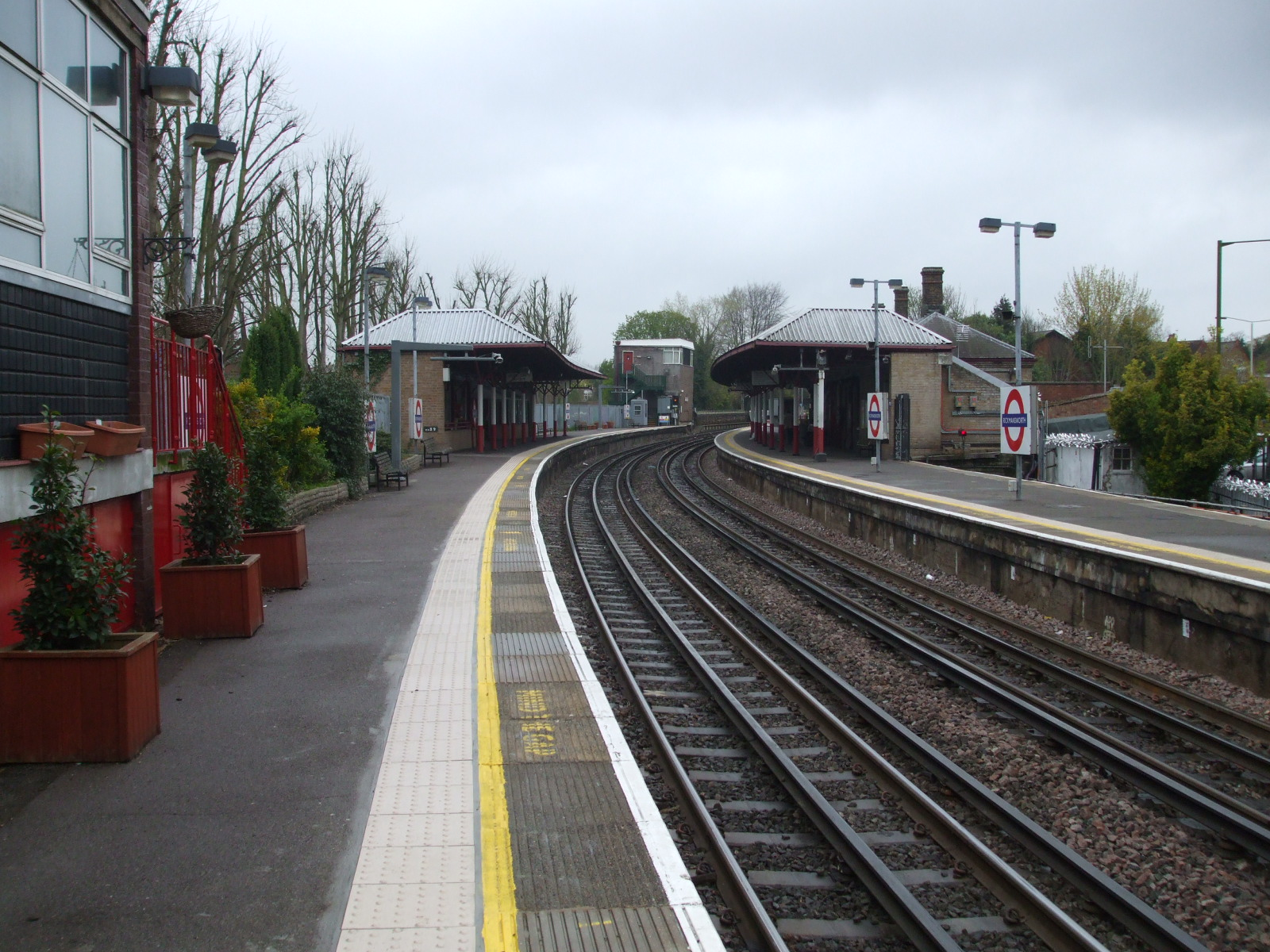
北行月台
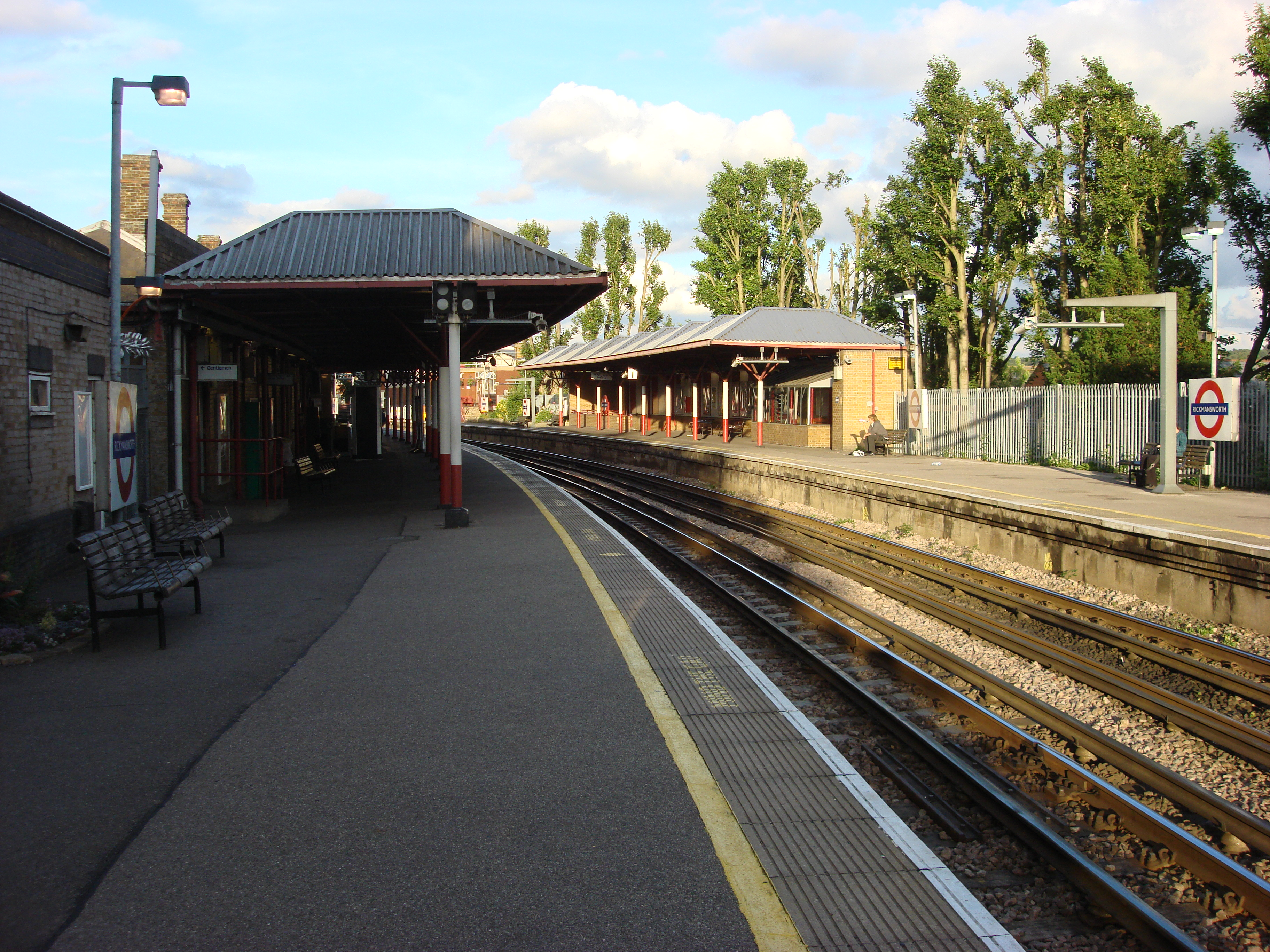
南行月台
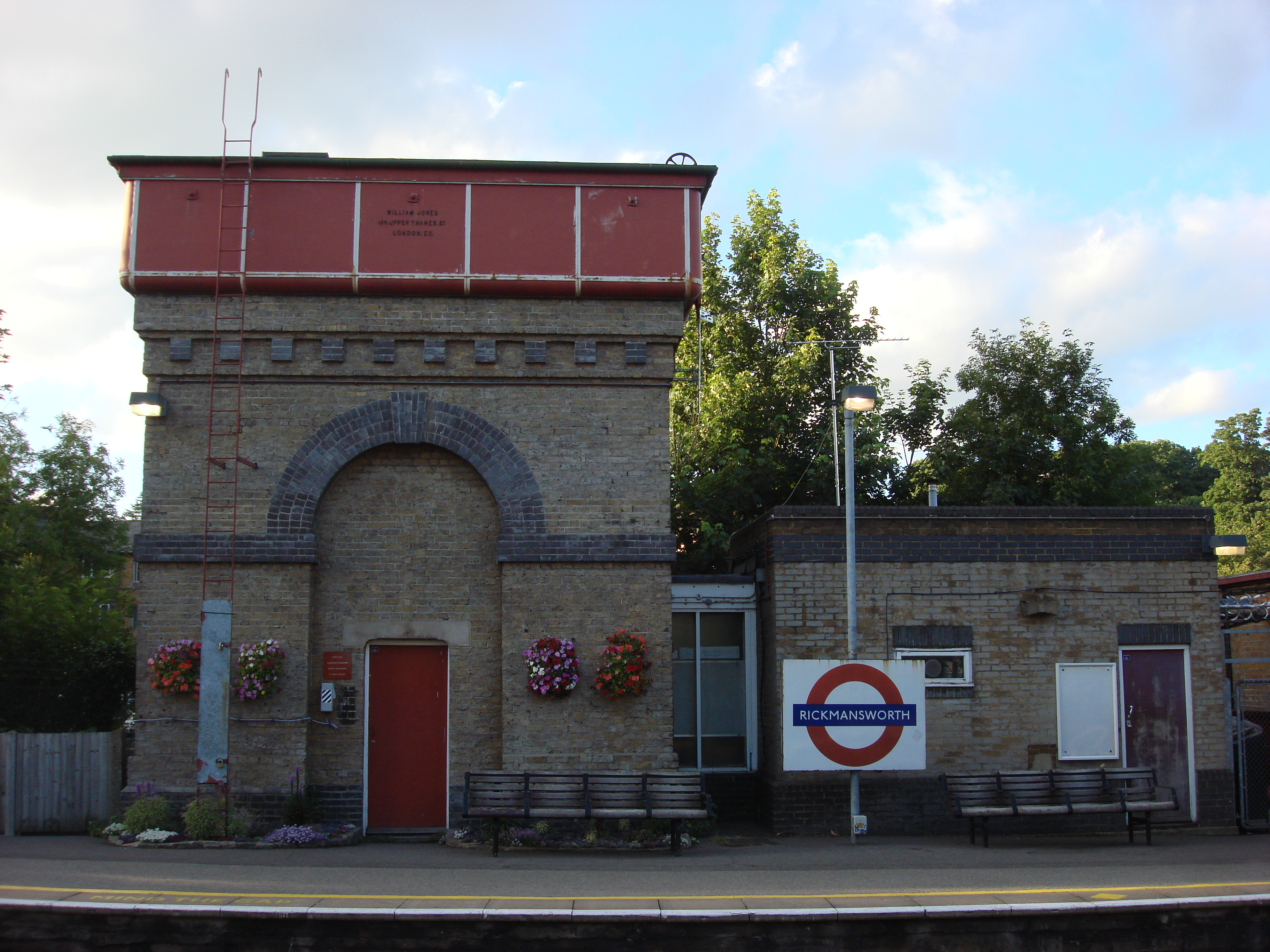
水塔
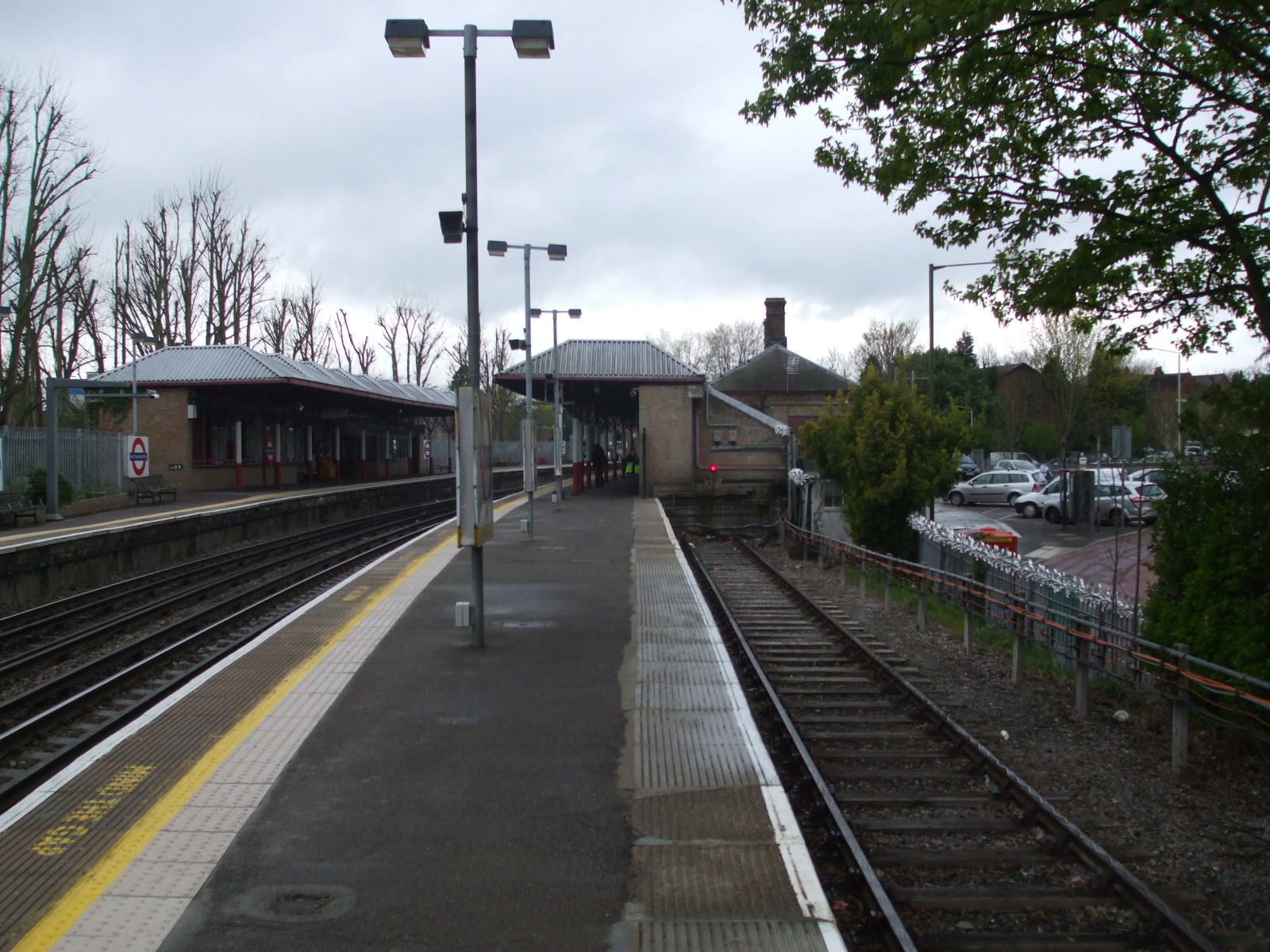
曾供本站至沃特福德接駁列車使用的終端式月台